# (8430) Florey
(8430) Florey – planetoida z pasa głównego asteroid okrążająca Słońce w ciągu 4,71 lat w średniej odległości 2,81 au. Odkrył ją Frank Zoltowski 25 grudnia 1997 roku w australijskiej miejscowości Woomera. Nazwa planetoidy pochodzi od Howarda Floreya (1898-1968) – australijskiego patologa i farmakologa, współlaureata Nagrody Nobla w dziedzinie fizjologii lub medycyny w 1945 roku.